# Frederik Thorkelin (officer)
 Der er flere personer med dette navn, se Frederik Thorkelin (forsikringsdirektør).
Benedictus Frederik Julius Thorkelin (20. august 1827 i Helsingør – 4. juli 1910) var en dansk officer og bogsamler.

## Under Treårskrigen
Thorkelin var ud af en gammel islandsk slægt som søn af cand.jur., overauditør ved Kronens Regiment Frederik Stephanus Thorkelin (1794-1840) og Charlotte Emilie født Lillienskiold (1803-1840). Han mistede begge forældre i 1840, men kom samme år på Landkadetakademiet, hvor han var, til han som sekondløjtnant i infanteriet afgik til felten ved Treårskrigens begyndelse 1848. Thorkelin mistede i slaget ved Slesvig tre fingre på venstre hånd, men kom ikke længe efter på ny i tjeneste og var 1849 med i slaget ved Kolding, "hvor han med sin sædvanlige Raskhed blandt andet tilligemed Furer Dreyer var den første, der nedbrød det tyske Flag", der var hejst i havnen. Under udfaldet fra Fredericia erobrede han en tolvpundig kanon og blev derfor bemærket i F.A. Schleppegrells rapport. Thorkelin blev belønnet med rang af premierløjtnant og fik Ridderkorset, men i vintermånederne var han syg og i København.

## Dagbog og ægteskab
Under krigen begyndte Thorkelin at føre en dagbog, som afsluttes i 1853. Den begynder med tilbagerejsen til felten 1850, hvor Thorkelin blev adjudant ved overkommandoen og fik personlig anknytning til Schleppegrell under slaget ved Isted. Samme år mødte han sin senere hustru. Han blev gift 27. maj 1860 i København med Engel "Angelica" Anna Johanne Thomsen (13. februar 1830 i Havnefjord på Island - 15. juni 1924 i København), datter af fhv. islandsk købmand Thomas Thomsen (1794-1879) og hustru (Jo)hanne Marie Balle (1809-1884), der var en sønnedatter af biskop N.E. Balle. 
Da den 2. Slesvigske Krig brød ud 1864 var Thorkelin nys udnævnt til kaptajn og kompagnichef. Med undtagelse af to sygeperioder, hvor han var hjemsendt, dækker hans dagbog, som han genoptog i 1863, også denne krig. Han blev såret i benet 10. februar 1864 og tilbragte sygelejet i København, mens han anden gang blev såret under kampene ved Dybbøl og derfor ikke oplevede fæstningens undergang.

## Senere liv
1878 avancerede Thorkelin til oberst, og i foråret 1886 til kommandant i København og Kastellet. Som 65-årig søgte og fik han afsked herfra, men levede fra 1892 til sin død 1910 som pensionist. I sit otium dyrkede han sine militærhistoriske interesser.
Thorkelin blev slutteligt Kommandør af 1. grad af Dannebrog, Ridder af Sværdordenen og modtog Erindringsmedaljen for Krigen 1848-50 og Krigen 1864. I 1890 fik han ridderkorset af den preussiske Røde Ørns Orden af 2. klasse i anledning af, at kejser Wilhelm II et par år før havde besøgt København kort efter sin kroning. Thorkelin var som Kastellets kommandant nødt til at modtage denne dekoration og søge om ret til at bære samme, "men bære den kan ingen nøde mig til. Ingen Dansk kan, naar Forholdene ikke tvinge ham dertil, bære en tydsk Orden", skrev han i sin dagbog.

## Dagbogen
Thorkelins dagbog afspejler anden halvdel af 1800-tallets militære og politiske kultur, og vi følger hans egen holdningsmæssige udvikling fra ung begejstret løjtnant til desillusioneret oberst. Han fastholder en begejstring ved mindedagene for de slag, han var deltaget i, og så sent som på Fredericia-mindedagen 6. juli 1876 mindes han den dag som "dejlig og opløftende" og var altså endnu ikke ramt af sortsyn.

## Grundtvigsamlingen
Frederik Thorkelin huskes også for sin store samling af N.F.S. Grundtvigs skrifter ("Oberst Thorkelins Grundtvigske Samling"), som svigersønnen, direktør Ludvig Lund, i 1914 overdrog til Det Kongelige Bibliotek. Samlingen består af 850 indbundne bøger og pjecer og 11 pakker med breve, flyveskrifter, varianttryk, originalmanuskripter mm.
Thorkelin var indtil 30-årsalderen ikke særligt religiøs, men i tiåret mellem de to dagbøger blev han stærkt optaget af kristendommen og den nationale historie. Han skriver: "Siden min Ankomst til Kjøbenhavn har jeg anvendt min Tid til Samling og Læsning af N. F. S. Grundtvigs Værker og har jeg haft saavel stor Glæde som Nytte heraf, ogsaa er jeg begyndt at læse islandsk og føler mere og mere Nytten af historisk Studium, intet er istand til at oplive og styrke National Følelsen som Historien og derved vække Kjærlighed til Frihed og Folkelighed, Modersmaalet og gamle Danmark." Også Vilhelm Birkedals prædikener optog officeren.
Thorkelins samling af Grundtvig-stof voksede og blev efterhånden kendt blandt grundtvig-interesserede forlæggere som E.L. Thaarup og Karl Schønberg.
Hans historiske interesser viste sig desuden i, at han i 1887 var medstifter af Sofus Elvius' Genealogisk Institut.
Thorkelins rolle som bogsamler stoppede ikke ved Grundtvig. I 1912 blev hans samling solgt på auktion, og den rummede da - undtagen de nævnte grundtvigiana - 3465 numre. Heraf var godt 700 om Danmarks historie og lidt flere på dansk-norsk personalhistorie; over 500 handlede om på dansk, især københavnsk topografi og ca. 600 værker omhandlede teologi. Uvist hvorfor var 150 "Skrifter om N. F. S. Grundtvig og om Grundtvigianismen" med på denne auktion og var altså taget ud af den store grundtvigsamling.